# Filippo Tancredi

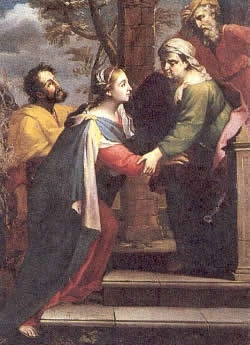
La visitazione (1533), Museo Regionale, Messina.

Filippo Tancredi (Messina, 8 novembre 1655 – Palermo, 13 ottobre 1722) è stato un pittore italiano, cittadino del Regno di Sicilia.

## Biografia
Figlio di Pietro Tancredi e di una sorella del pittore savocese Filippo Giannetto, fu instradato dal padre alla pittura che fu un buon mentore per il figlio fino al 1671 anno della sua morte. All'età di sedici anni il giovane Filippo trova ispirazione nella figura del Domenico Marolì autore di molte opere a Messina, Roma e Venezia. Tramite le opere d'arte maroliane apprense nuove tecniche pittoriche che affinò studiando a Napoli e a Roma, ove fu scolaro di Carlo Maratta.
Nei suoi quadri ad olio, indubbiamente caricati un po' troppo di rosso, ma eseguiti con molta raffinatezza, rialzò le sorti della pittura siciliana della seconda metà del XVII secolo. Come molti altri pittori siciliani dell'epoca andò a lavorare a Roma, ritornato da Roma, dove aveva acquisito uno stile dolce e un disegno perfetto, raggiunse un altissimo livello, specialmente negli affreschi; si stabilì a Messina e in poco tempo la sua pittura conquistò tutta l'isola.
Appunto per la sua perfezione di esecuzione degli affreschi e dei dipinti, nei primi decenni dell'XVIII secolo, fu chiamato anche ad Alcara Li Fusi per eseguire due dipinti ad olio su tela, rappresentanti la morte di San Nicolò Politi e Sant'Antonio abate.
Oltre al Tancredi operarono ad Alcara Pietro Castelnuovo, Salvatore Rivel, Guasto da Regalbuto, Damiano De Basirei, Giuseppe Tomasi e frate Umile (frate Cappuccino). Morì a Palermo, dove lavorò negli ultimi anni della sua vita.

## Principali affreschi

### Catania e provincia
- 1682, Ciclo, affreschi raffiguranti episodi della vita della Beata Vergine Maria, opere realizzate nella basilica di Santa Maria Assunta di Randazzo.

### Messina e provincia
Alcara li Fusi 
- XVII secolo, San Nicolò Politi, olio su tela, opera custodita nella cappella eponima del duomo di Santa Maria Assunta.
- 1715, Sant'Antonio Abate, olio su tela, opera custodita nella chiesa d San Pantaleone.

 Lipari 
- XVII secolo, Dipinto, opera documentata nella chiesa del Purgatorio.[2]
- XVII secolo, Sacra Famiglia, dipinto documentato nella chiesa di San Giuseppe.[2]

 Messina 
- 1682, Ciclo, L'arcivescovo di Messina, Giuseppe Cicala, commissionò dieci Quadroni per abbellire le pareti della navata centrale della cattedrale. Tale incarico fu espletato da Mercurio Romeo per Altare del Sacramento con l'opera Maria che benedice Messina, Filippo Tancredi per l'arco della tribuna con la Vergine Assunta e Antonio Bova per l'Altare di San Placido con l'opera San Luca. Dipinti perduti col terremoto del 1783.
- XVII secolo, Vergine con Gesù Cristo, dipinto documentato nella chiesa di Gesù e Maria del Buonviaggio (?) - chiese di Gesù e Maria.[3][4]
- XVII secolo, Gesù e Maria, dipinto ad olio, opera documentata sull'altare maggiore della chiesa di Gesù e Maria delle Trombe.[2]
- XVII secolo, Ciclo, affreschi, opere documentate nella Cappella del Santissimo Sacramento della chiesa di San Francesco d'Assisi all'Immacolata.[1]
- 1707, Ciclo, affreschi raffiguranti l'Ascensione (tribuna), Deposizione di Cristo nel sepolcro (arco maggiore) e dipinti parietali, opere documentate nella chiesa di Santa Maria della Pietà.[4]
- 1709, Ciclo, affreschi, opere documentate nella chiesa dell'Annunziata dei Teatini.[4]
- XVIII secolo, Visitazione e Presentazione, opere documentate nella chiesa della Sanità del claustro dei Teatini.[2]
- XVII secolo, Ciclo, affreschi, opere documentate nel parlatorio della chiesa di Santa Maria della Scala.[4]
- XVII secolo, Ciclo, affreschi, opere documentate cappella del noviziato dei religiosi della Congregazione cassinese.[4]
- XVII secolo, Ciclo, affreschi raffiguranti l'Assunzione della Vergine, opere documentate nella volta della chiesa degli Angeli o di San Sebastiano.[4]
- XVII secolo, Ciclo, affreschi raffiguranti episodi francescani o di vita e miracoli di Sant'Antonio di Padova, opere documentate durante l'occupazione militare cittadina nei portici del chiostro del convento di San Francesco d'Assisi all'Immacolata.[4]
- 1707, Ciclo, affreschi, opere documentate nella tribuna della chiesa dei religiosi dell'Ordine cistercense, abbazia di Santa Maria di Roccamadore (o chiesa di Santa Maria della Valle).[4]
- XVII secolo, Ciclo, affreschi, opere documentate nel salone del seminario dei chierici.[4]
- XVII secolo, Nascita e Tre Magi, dipinti ad olio, opere documentate nella tribuna della chiesa di San Gioacchino.[4]
- XVII secolo, San Pio V, dipinto ad olio raffigurante il santo su un carro trainato dai leoni nell'atto di benedire la flotta cristiana vincitrice nella Battaglia di Lepanto, opera documentata nella Cappella della Vergine del Rosario della chiesa di San Domenico.[4]
- XVII secolo, Annunziata, dipinto ad olio, opera documentata nella Cappella della Vergine Annunziata della chiesa di San Domenico.[4]
- XVII secolo, Eterno Padre, dipinto ad olio, opera documentata sull'altare maggiore della chiesa di San Sebastiano.[4]
- XVII secolo, Virtù Cardinali, dipinti ad olio, opere autografe documentate nella sacrestia della chiesa di San Sebastiano.[4]

 Venetico 
- XVII secolo, Apostoli, dipinto su tela, opera documentata nel duomo di San Nicola.[2]
- XVII secolo, Santissima Trinità, dipinto su tela, opera documentata presso la chiesa della Santissima Trinità del convento dell'Ordine dei frati minori osservanti zoccolanti.[2]

### Palermo e provincia
Carini 
- XVIII secolo, Vita di Maria, episodi raffigurati nel ciclo di affreschi, opere realizzate con la collaborazione di Filippo Randazzo presenti nella chiesa degli Agonizzanti di Carini.

 Palermo 

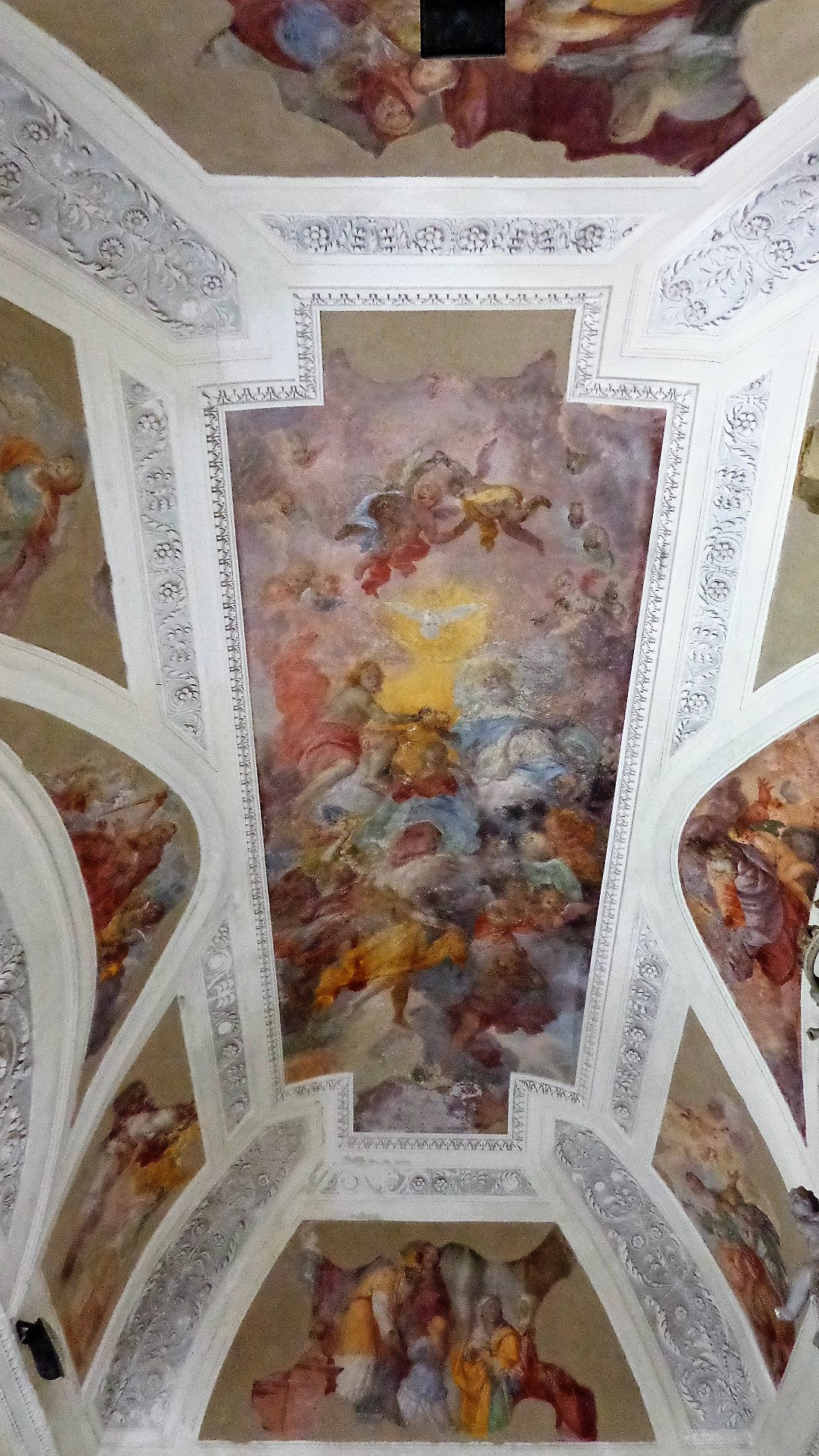
Affreschi volta Cappella delle sorelle Spatafora, chiesa della Madonna di Monte Oliveto.

- 1690, Episodi dei Santi Elena e Costantino, affreschi realizzati con la collaborazione di Guglielmo Borremans e Gaspare Serenari raffiguranti la Visione della Croce, il Ritrovamento della croce, la Battaglia di Ponte Milvio, il Battesimo di Costantino e il Sogno di Costantino, con San Pietro e San Paolo e l'indicazione dei committenti nel cartiglio 1690, raffigurante la visione e la voce che attribuisce all'imperatore il motto «in hoc signo vinces». Nel medesimo ambiente sono dipinti la Storia della vera Croce, Sogno della Santa Imperatrice, Viaggio a Gerusalemme, La distruzione degli idoli, Scavi alla ricerca della Croce, Incontro con il Saladino. Opere presenti nell'Oratorio dei Santi Elena e Costantino.
- 1693, Affreschi, ciclo realizzato nella chiesa di San Giuseppe dei Teatini.[2]
- 1704, Affreschi, ciclo realizzato nella chiesa di Santa Maria della Grotta al Cassaro del Collegio Massimo dei Gesuiti.
- XVII secolo, Affreschi, ciclo realizzato nella chiesa del Gesù Nuovo.[2]
- XVII secolo, Affreschi, opere presenti nella chiesa di Santa Maria degli Angeli.
- XVII secolo, Affreschi, opere presenti nell'Oratorio dei Santi Pietro e Paolo.
- XVII secolo, Ciclo, affreschi raffiguranti episodi della vita della Beata Vergine Maria culminanti nella scena dell'Incoronazione della Vergine, opere realizzate nella volta della sacrestia o Cappella delle sorelle Spatafora della chiesa della Madonna di Monte Oliveto.

## Modelli e disegni
- XVIII secolo prima metà, San Gaetano beve dal costato di Cristo risorto, penna, inchiostro nero, acquerello bruno, rialzi di biacca su carta blue, Collezione privata.